# Forsterina segestrina
Espèce
Synonymes
- Amaurobius segestrinus L. Koch, 1872

Forsterina segestrina est une espèce d'araignées aranéomorphes de la famille des Desidae.

## Distribution
Cette espèce est endémique de Nouvelle-Galles du Sud en Australie.

## Publication originale
- L. Koch, 1872 : Die Arachniden Australiens. Nuremberg, vol. 1, p. 105-368 (texte intégral).